# Denali
Denali, službeno Mount McKinley, najviši je planinski vrh sjevernoameričkog kontinenta, visok 6194 m. Ime mu je nadjenulo pleme američkih Indijanaca Koyukon. 
Smješten je na jugu Aljaske, u Nacionalnom parku Denali i nalazi se pod stalnim snježnim pokrivačem. Službeno ime Mount McKinley, koje službeno nije bilo rabljeno od 2015. do 2025. godine, dobio je 1896. po 25. predsjedniku SAD-a Wiliamu McKinleyju.